# Lycodes adolfi
Lycodes adolfi és una espècie de peix de la família dels zoàrcids i de l'ordre dels perciformes.

## Morfologia
- Els mascles poden assolir 24 cm de longitud total.[4][5]

## Alimentació
Menja crustacis.

## Hàbitat
És un peix marí i d'aigües profundes que viu entre 1.371-1.880 m de fondària.

## Distribució geogràfica
Es troba a l'Atlàntic nord-oriental: des de Nunavut fins a Groenlàndia i Islàndia.

## Costums
És de costums bentònics.

## Observacions
És inofensiu per als humans.